# الحلوة دي
الحلوة دي (بالعربية هذه الجميلة) هي أغنية بالعامية المصرية من غناء وألحان السيد درويش، وكلمات بديع خيرى. وقد قام بغنائها من بعد السيد درويش كل من فيروز وأميمة خليل.